# Метапонто
Метапонто (итал. Metaponto) је насеље у Италији у округу Матера, региону Базиликата.
Према процени из 2011. у насељу је живело 705 становника. Насеље се налази на надморској висини од 7 м.